# Maria de las Mercedes van Bourbon (1880-1904)

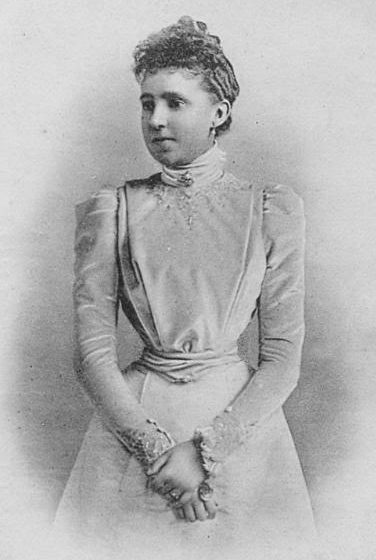
Maria de las Mercedes van Spanje

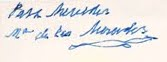

Maria de las Mercedes (Madrid 11 september 1880 - aldaar, 17 oktober 1904), prinses van Asturië, was de dochter van koning Alfons XII van Spanje en diens vrouw koningin Maria Christina van Oostenrijk. Ze trouwde met Karel Maria van Bourbon-Sicilië, prins der Beide Siciliën.

## Prinses van Asturië
Maria was het eerste kind van koning Alfons XII en koningin Maria Christina en dus de eerste in lijn van opvolging, waardoor ze de titel prinses van Asturië kreeg. Toen Maria vijf jaar oud was, stierf haar vader. Maria had inmiddels een zusje, infanta Maria Theresia, en er was nog een baby op komst. In afwachting van de baby werd Maria het tijdelijke staatshoofd van Spanje: als het een meisje zou worden, werd ze koningin, en als het een jongen zou worden, werd hij koning en bleef ze prinses van Asturië tot hij zelf opvolgers had. Op 17 mei 1886 beviel de koningin van een jongen, die meteen werd gekroond tot koning Alfons XIII van Spanje. Maria zou prinses van Asturië blijven tot aan haar dood in 1904, want haar broer kreeg pas in 1907 zijn eerste kind.

## Huwelijk
Voor Maria werd een huwelijk geregeld met Karel van Bourbon-Sicilië, prins der Beide Siciliën; ze trouwden op 14 februari 1901 in Madrid. Karel was een neef van de laatste koning Frans II der Beide Siciliën; hij was de zoon van Frans' broer Alfons, hoofd van het huis Bourbon-Sicilië. Om lid te worden van het Spaanse koningshuis moest Karel afstand doen van zijn rechten op de troon der Beiden Siciliën. Dus toen zijn broer Ferdinand Pius, hoofd van de familie stierf, volgde zijn jongere broer Reinier hem op.
Maria de las Mercedes stierf drie jaar na hun huwelijk, na de geboorte van haar jongste kind.
Kinderen van Maria de las Mercedes en Karel waren:
- Alfons Maria (30 november 1901 - 3 februari 1964), huwde in 1936 met Alice Maria van Parma
- Ferdinand (6 maart 1903 - 4 augustus 1905)
- Isabella (10 oktober 1904 - 18 juli 1985), huwde met Jan Kanti Graaf Zamoyski

## Kwartierstaat
| Francisco de Paula van Bourbon (1794-1865) | Francisco de Paula van Bourbon (1794-1865) | Francisco de Paula van Bourbon (1794-1865) | Francisco de Paula van Bourbon (1794-1865) | Francisco de Paula van Bourbon (1794-1865) | Francisco de Paula van Bourbon (1794-1865) | Louise Charlotte van Bourbon-Sicilië (1804-1844) | Louise Charlotte van Bourbon-Sicilië (1804-1844) | Louise Charlotte van Bourbon-Sicilië (1804-1844) | Louise Charlotte van Bourbon-Sicilië (1804-1844) | Louise Charlotte van Bourbon-Sicilië (1804-1844) | Louise Charlotte van Bourbon-Sicilië (1804-1844) |                                   |                                   | Ferdinand VII van Spanje (1784-1833)          | Ferdinand VII van Spanje (1784-1833)          | Ferdinand VII van Spanje (1784-1833)          | Ferdinand VII van Spanje (1784-1833)          | Ferdinand VII van Spanje (1784-1833)          | Ferdinand VII van Spanje (1784-1833)          | Maria Christina van Bourbon-Sicilië (1806-1878) | Maria Christina van Bourbon-Sicilië (1806-1878) | Maria Christina van Bourbon-Sicilië (1806-1878) | Maria Christina van Bourbon-Sicilië (1806-1878) | Maria Christina van Bourbon-Sicilië (1806-1878) | Maria Christina van Bourbon-Sicilië (1806-1878) |                                        |                                        | Karel van Oostenrijk-Teschen (1771-1847) | Karel van Oostenrijk-Teschen (1771-1847) | Karel van Oostenrijk-Teschen (1771-1847) | Karel van Oostenrijk-Teschen (1771-1847) | Karel van Oostenrijk-Teschen (1771-1847)   | Karel van Oostenrijk-Teschen (1771-1847)   | Henriëtte van Nassau-Weilburg (1797-1829)  | Henriëtte van Nassau-Weilburg (1797-1829)  | Henriëtte van Nassau-Weilburg (1797-1829)  | Henriëtte van Nassau-Weilburg (1797-1829)  | Henriëtte van Nassau-Weilburg (1797-1829)  | Henriëtte van Nassau-Weilburg (1797-1829)  |                                            |                                            | Jozef Anton Johan van Oostenrijk (1776-1847) | Jozef Anton Johan van Oostenrijk (1776-1847) | Jozef Anton Johan van Oostenrijk (1776-1847)         | Jozef Anton Johan van Oostenrijk (1776-1847)         | Jozef Anton Johan van Oostenrijk (1776-1847)         | Jozef Anton Johan van Oostenrijk (1776-1847)         | Maria Dorothea van Württemberg (1797-1855)           | Maria Dorothea van Württemberg (1797-1855)           | Maria Dorothea van Württemberg (1797-1855) | Maria Dorothea van Württemberg (1797-1855) | Maria Dorothea van Württemberg (1797-1855) | Maria Dorothea van Württemberg (1797-1855) |  |  |  |  |  |  |  |  |  |  |  |  |  |  |  |  |  |  |  |  |  |  |  |  |  |  |  |  |  |  |  |  |  |  |  |  |  |  |  |  |  |  |  |  |  |  |  |  |
| Francisco de Paula van Bourbon (1794-1865) | Francisco de Paula van Bourbon (1794-1865) | Francisco de Paula van Bourbon (1794-1865) | Francisco de Paula van Bourbon (1794-1865) | Francisco de Paula van Bourbon (1794-1865) | Francisco de Paula van Bourbon (1794-1865) | Louise Charlotte van Bourbon-Sicilië (1804-1844) | Louise Charlotte van Bourbon-Sicilië (1804-1844) | Louise Charlotte van Bourbon-Sicilië (1804-1844) | Louise Charlotte van Bourbon-Sicilië (1804-1844) | Louise Charlotte van Bourbon-Sicilië (1804-1844) | Louise Charlotte van Bourbon-Sicilië (1804-1844) |                                   |                                   | Ferdinand VII van Spanje (1784-1833)          | Ferdinand VII van Spanje (1784-1833)          | Ferdinand VII van Spanje (1784-1833)          | Ferdinand VII van Spanje (1784-1833)          | Ferdinand VII van Spanje (1784-1833)          | Ferdinand VII van Spanje (1784-1833)          | Maria Christina van Bourbon-Sicilië (1806-1878) | Maria Christina van Bourbon-Sicilië (1806-1878) | Maria Christina van Bourbon-Sicilië (1806-1878) | Maria Christina van Bourbon-Sicilië (1806-1878) | Maria Christina van Bourbon-Sicilië (1806-1878) | Maria Christina van Bourbon-Sicilië (1806-1878) |                                        |                                        | Karel van Oostenrijk-Teschen (1771-1847) | Karel van Oostenrijk-Teschen (1771-1847) | Karel van Oostenrijk-Teschen (1771-1847) | Karel van Oostenrijk-Teschen (1771-1847) | Karel van Oostenrijk-Teschen (1771-1847)   | Karel van Oostenrijk-Teschen (1771-1847)   | Henriëtte van Nassau-Weilburg (1797-1829)  | Henriëtte van Nassau-Weilburg (1797-1829)  | Henriëtte van Nassau-Weilburg (1797-1829)  | Henriëtte van Nassau-Weilburg (1797-1829)  | Henriëtte van Nassau-Weilburg (1797-1829)  | Henriëtte van Nassau-Weilburg (1797-1829)  |                                            |                                            | Jozef Anton Johan van Oostenrijk (1776-1847) | Jozef Anton Johan van Oostenrijk (1776-1847) | Jozef Anton Johan van Oostenrijk (1776-1847)         | Jozef Anton Johan van Oostenrijk (1776-1847)         | Jozef Anton Johan van Oostenrijk (1776-1847)         | Jozef Anton Johan van Oostenrijk (1776-1847)         | Maria Dorothea van Württemberg (1797-1855)           | Maria Dorothea van Württemberg (1797-1855)           | Maria Dorothea van Württemberg (1797-1855) | Maria Dorothea van Württemberg (1797-1855) | Maria Dorothea van Württemberg (1797-1855) | Maria Dorothea van Württemberg (1797-1855) |  |  |  |  |  |  |  |  |  |  |  |  |  |  |  |  |  |  |  |  |  |  |  |  |  |  |  |  |  |  |  |  |  |  |  |  |  |  |  |  |  |  |  |  |  |  |  |  |
|                                            |                                            |                                            |                                            |                                            |                                            |                                                  |                                                  |                                                  |                                                  |                                                  |                                                  |                                   |                                   |                                               |                                               |                                               |                                               |                                               |                                               |                                                 |                                                 |                                                 |                                                 |                                                 |                                                 |                                        |                                        |                                          |                                          |                                          |                                          |                                            |                                            |                                            |                                            |                                            |                                            |                                            |                                            |                                            |                                            |                                              |                                              |                                                      |                                                      |                                                      |                                                      |                                                      |                                                      |                                            |                                            |                                            |                                            |  |  |  |  |  |  |  |  |  |  |  |  |  |  |  |  |  |  |  |  |  |  |  |  |  |  |  |  |  |  |  |  |  |  |  |  |  |  |  |  |  |  |  |  |  |  |  |  |
|                                            |                                            |                                            |                                            | Frans van Assisi van Bourbon (1822-1902)   | Frans van Assisi van Bourbon (1822-1902)   | Frans van Assisi van Bourbon (1822-1902)         | Frans van Assisi van Bourbon (1822-1902)         | Frans van Assisi van Bourbon (1822-1902)         | Frans van Assisi van Bourbon (1822-1902)         |                                                  |                                                  |                                   |                                   |                                               |                                               | Isabella II van Spanje (1830-1904)            | Isabella II van Spanje (1830-1904)            | Isabella II van Spanje (1830-1904)            | Isabella II van Spanje (1830-1904)            | Isabella II van Spanje (1830-1904)              | Isabella II van Spanje (1830-1904)              |                                                 |                                                 |                                                 |                                                 |                                        |                                        |                                          |                                          |                                          |                                          | Karel Ferdinand van Oostenrijk (1818-1874) | Karel Ferdinand van Oostenrijk (1818-1874) | Karel Ferdinand van Oostenrijk (1818-1874) | Karel Ferdinand van Oostenrijk (1818-1874) | Karel Ferdinand van Oostenrijk (1818-1874) | Karel Ferdinand van Oostenrijk (1818-1874) |                                            |                                            |                                            |                                            |                                              |                                              | Elisabeth Francisca Maria van Oostenrijk (1831-1903) | Elisabeth Francisca Maria van Oostenrijk (1831-1903) | Elisabeth Francisca Maria van Oostenrijk (1831-1903) | Elisabeth Francisca Maria van Oostenrijk (1831-1903) | Elisabeth Francisca Maria van Oostenrijk (1831-1903) | Elisabeth Francisca Maria van Oostenrijk (1831-1903) |                                            |                                            |                                            |                                            |  |  |  |  |  |  |  |  |  |  |  |  |  |  |  |  |  |  |  |  |  |  |  |  |  |  |  |  |  |  |  |  |  |  |  |  |  |  |  |  |  |  |  |  |  |  |  |  |
|                                            |                                            |                                            |                                            | Frans van Assisi van Bourbon (1822-1902)   | Frans van Assisi van Bourbon (1822-1902)   | Frans van Assisi van Bourbon (1822-1902)         | Frans van Assisi van Bourbon (1822-1902)         | Frans van Assisi van Bourbon (1822-1902)         | Frans van Assisi van Bourbon (1822-1902)         |                                                  |                                                  |                                   |                                   |                                               |                                               | Isabella II van Spanje (1830-1904)            | Isabella II van Spanje (1830-1904)            | Isabella II van Spanje (1830-1904)            | Isabella II van Spanje (1830-1904)            | Isabella II van Spanje (1830-1904)              | Isabella II van Spanje (1830-1904)              |                                                 |                                                 |                                                 |                                                 |                                        |                                        |                                          |                                          |                                          |                                          | Karel Ferdinand van Oostenrijk (1818-1874) | Karel Ferdinand van Oostenrijk (1818-1874) | Karel Ferdinand van Oostenrijk (1818-1874) | Karel Ferdinand van Oostenrijk (1818-1874) | Karel Ferdinand van Oostenrijk (1818-1874) | Karel Ferdinand van Oostenrijk (1818-1874) |                                            |                                            |                                            |                                            |                                              |                                              | Elisabeth Francisca Maria van Oostenrijk (1831-1903) | Elisabeth Francisca Maria van Oostenrijk (1831-1903) | Elisabeth Francisca Maria van Oostenrijk (1831-1903) | Elisabeth Francisca Maria van Oostenrijk (1831-1903) | Elisabeth Francisca Maria van Oostenrijk (1831-1903) | Elisabeth Francisca Maria van Oostenrijk (1831-1903) |                                            |                                            |                                            |                                            |  |  |  |  |  |  |  |  |  |  |  |  |  |  |  |  |  |  |  |  |  |  |  |  |  |  |  |  |  |  |  |  |  |  |  |  |  |  |  |  |  |  |  |  |  |  |  |  |
|                                            |                                            |                                            |                                            |                                            |                                            |                                                  |                                                  |                                                  |                                                  | Alfons XII van Spanje (1857-1885)                | Alfons XII van Spanje (1857-1885)                | Alfons XII van Spanje (1857-1885) | Alfons XII van Spanje (1857-1885) | Alfons XII van Spanje (1857-1885)             | Alfons XII van Spanje (1857-1885)             |                                               |                                               |                                               |                                               |                                                 |                                                 |                                                 |                                                 |                                                 |                                                 |                                        |                                        |                                          |                                          |                                          |                                          |                                            |                                            |                                            |                                            |                                            |                                            | Maria Christina van Oostenrijk (1858-1929) | Maria Christina van Oostenrijk (1858-1929) | Maria Christina van Oostenrijk (1858-1929) | Maria Christina van Oostenrijk (1858-1929) | Maria Christina van Oostenrijk (1858-1929)   | Maria Christina van Oostenrijk (1858-1929)   |                                                      |                                                      |                                                      |                                                      |                                                      |                                                      |                                            |                                            |                                            |                                            |  |  |  |  |  |  |  |  |  |  |  |  |  |  |  |  |  |  |  |  |  |  |  |  |  |  |  |  |  |  |  |  |  |  |  |  |  |  |  |  |  |  |  |  |  |  |  |  |
|                                            |                                            |                                            |                                            |                                            |                                            |                                                  |                                                  |                                                  |                                                  | Alfons XII van Spanje (1857-1885)                | Alfons XII van Spanje (1857-1885)                | Alfons XII van Spanje (1857-1885) | Alfons XII van Spanje (1857-1885) | Alfons XII van Spanje (1857-1885)             | Alfons XII van Spanje (1857-1885)             |                                               |                                               |                                               |                                               |                                                 |                                                 |                                                 |                                                 |                                                 |                                                 |                                        |                                        |                                          |                                          |                                          |                                          |                                            |                                            |                                            |                                            |                                            |                                            | Maria Christina van Oostenrijk (1858-1929) | Maria Christina van Oostenrijk (1858-1929) | Maria Christina van Oostenrijk (1858-1929) | Maria Christina van Oostenrijk (1858-1929) | Maria Christina van Oostenrijk (1858-1929)   | Maria Christina van Oostenrijk (1858-1929)   |                                                      |                                                      |                                                      |                                                      |                                                      |                                                      |                                            |                                            |                                            |                                            |  |  |  |  |  |  |  |  |  |  |  |  |  |  |  |  |  |  |  |  |  |  |  |  |  |  |  |  |  |  |  |  |  |  |  |  |  |  |  |  |  |  |  |  |  |  |  |  |
|                                            |                                            |                                            |                                            |                                            |                                            |                                                  |                                                  |                                                  |                                                  |                                                  |                                                  |                                   |                                   |                                               |                                               |                                               |                                               |                                               |                                               |                                                 |                                                 |                                                 |                                                 |                                                 |                                                 |                                        |                                        |                                          |                                          |                                          |                                          |                                            |                                            |                                            |                                            |                                            |                                            |                                            |                                            |                                            |                                            |                                              |                                              |                                                      |                                                      |                                                      |                                                      |                                                      |                                                      |                                            |                                            |                                            |                                            |  |  |  |  |  |  |  |  |  |  |  |  |  |  |  |  |  |  |  |  |  |  |  |  |  |  |  |  |  |  |  |  |  |  |  |  |  |  |  |  |  |  |  |  |  |  |  |  |
|                                            |                                            |                                            |                                            |                                            |                                            |                                                  |                                                  |                                                  |                                                  |                                                  |                                                  |                                   |                                   |                                               |                                               |                                               |                                               |                                               |                                               |                                                 |                                                 |                                                 |                                                 |                                                 |                                                 |                                        |                                        |                                          |                                          |                                          |                                          |                                            |                                            |                                            |                                            |                                            |                                            |                                            |                                            |                                            |                                            |                                              |                                              |                                                      |                                                      |                                                      |                                                      |                                                      |                                                      |                                            |                                            |                                            |                                            |  |  |  |  |  |  |  |  |  |  |  |  |  |  |  |  |  |  |  |  |  |  |  |  |  |  |  |  |  |  |  |  |  |  |  |  |  |  |  |  |  |  |  |  |  |  |  |  |
|                                            |                                            |                                            |                                            |                                            |                                            |                                                  |                                                  |                                                  |                                                  |                                                  |                                                  |                                   |                                   | Maria de las Mercedes van Bourbon (1880-1904) | Maria de las Mercedes van Bourbon (1880-1904) | Maria de las Mercedes van Bourbon (1880-1904) | Maria de las Mercedes van Bourbon (1880-1904) | Maria de las Mercedes van Bourbon (1880-1904) | Maria de las Mercedes van Bourbon (1880-1904) |                                                 |                                                 |                                                 |                                                 | Maria Theresia van Bourbon (1882-1912)          | Maria Theresia van Bourbon (1882-1912)          | Maria Theresia van Bourbon (1882-1912) | Maria Theresia van Bourbon (1882-1912) | Maria Theresia van Bourbon (1882-1912)   | Maria Theresia van Bourbon (1882-1912)   |                                          |                                          |                                            |                                            | Alfons XIII van Spanje (1886-1931)         | Alfons XIII van Spanje (1886-1931)         | Alfons XIII van Spanje (1886-1931)         | Alfons XIII van Spanje (1886-1931)         | Alfons XIII van Spanje (1886-1931)         | Alfons XIII van Spanje (1886-1931)         |                                            |                                            |                                              |                                              |                                                      |                                                      |                                                      |                                                      |                                                      |                                                      |                                            |                                            |                                            |                                            |  |  |  |  |  |  |  |  |  |  |  |  |  |  |  |  |  |  |  |  |  |  |  |  |  |  |  |  |  |  |  |  |  |  |  |  |  |  |  |  |  |  |  |  |  |  |  |  |